# Рыбы-ласточки
Ры́бы-ла́сточки, или однопалые, или монодактилевые (лат. Monodactylidae) — семейство лучепёрых рыб отряда окунеобразных.
Обитают в прибрежных водах Индийского и западной части Тихого океанов, один вид населяет западное побережье Африки от Сенегала до Конго. Живут в воде различной солёности, в том числе пресной, встречаются в мангровых зарослях. Стайные рыбы. Плавают быстро, способны резко менять направление движения.

## Особенности строения и биологии
Длина тела составляет от 17 до 23 см (у вида Monodactylus cottelati до 7 см). Тело ромбовидное, высокое, сильно сжатое с боков. У Monodactylus sebae расстояние между кончиками спинного и анального плавников почти вдвое превышает стандартную длину рыбы. За специфическую форму тела представители семейства носят в английском языке названия «moony» («луна»), «moonfish» («луна-рыба»), «batfish» («рыба-летучая мышь»), «false angelfish» («ложная скалярия»), «diamondfish» («рыба-бриллиант»).
Чешуя мелкая, ктеноидная. Спинной и анальный плавники не разделены на колючую и мягкую часть; в спинном плавнике 5-8, в анальном 3 колючих луча, мягких лучей в спинном и анальном плавниках по 26-31. Основания спинного и анального плавников покрыты чешуёй. Брюшные плавники развиты у молодых особей; у взрослых монодактилов они редуцируются до одной колючки (отсюда название: monos (греч.) = один + daktylos (греч.) = палец), или полностью исчезают. Хвостовой плавник трапециевидный или со слабой выемкой на заднем крае. Глаза умеренно большие, диаметр глаза больше длины рыла. Рот маленький, косой. На челюстных костях зубы расположены рядами, конические. На сошнике, нёбных костях и языке зубы зерновидные. Жаберные перепонки соединяются на горле.
Окраска неяркая, обычно серебристая с вертикальными полосками, концы спинного и анального плавников часто тёмные. У молодых особей Monodactylus argenteus задняя часть тела тёмная, на спинном и анальном плавниках есть участки жёлтого цвета, а через глаз и жаберную крышку тянутся две тёмные вертикальные полоски; с возрастом фоновая окраска у этого вида становится серебристой, полоски и жёлтая окраска исчезают, а тёмные пятна остаются только на концах спинного и анального плавников. Ночью и во время стресса рыбы чернеют.
Планктофаги, питаются мелкой рыбой и беспозвоночными, а также растительной пищей. Взрослые особи собираются в большие стаи. Как объект рыболовства не имеют значения, поскольку их мягкое мясо невкусное и быстро портится.
Половые различия практически не выражены. У Monodactylus argenteus размножение в неволе не наблюдалось. Для Monodactylus sebae указывается, что во время нереста самец исполняет простой брачный танец, плавая кругами вокруг самки, после чего вымётывается икра - около 4000 штук. Инкубационный период 24-60 часов. Молодь выкармливается свежевыклюнувшейся молодью артемии. Для Monodactylus falciformis указывается размножение круглый год с пиком активности, приходящимся на зиму и весну (по данным для восточного побережья Южной Африки). Предполагается, что монодактилы вымётывают икру в толще воды и не заботятся о потомстве. Размножение происходит в пресной воде.
В ископаемом состоянии известны с нижнего эоцена (лютет) из формации Монте-Болька (Италия) Pasaichthys pleuronectiformis и Psettopsis subarcuatus.

## В аквариуме
Монодактилов часто содержат в морских и солоноватоводных аквариумах. Молодые рыбы могут некоторое время жить в пресной воде и предлагаются к продаже как пресноводные рыбы, но по мере их роста рекомендуется добавлять в воду соль. В пресной воде подросшие рыбы менее устойчивы к болезням и могут погибать без видимой причины.
Считается, что эти рыбы выносливы и легки в содержании, но в аквариуме не размножаются, пугливы и требуют простора для плавания. Рекомендуется содержать группами по 3-5 особей и больше с мирными соседями не слишком крупного размера. Взрослые особи труднее привыкают к жизни в аквариуме, чаще подвергаются стрессу. Для Monodactylus argenteus указывается продолжительность жизни в неволе до 12 лет.
В книге А. М. Кочетова «Декоративное рыбоводство» указаны рекомендации по разведению монодактиловых:
Половой зрелости мальки достигают на 3-м году жизни. Самцы ярче, стройнее и мельче самок. Нерест групповой, сезонный. Стимулом к нему является изменение солености и температуры воды. Для размножения используют низкий длинный аквариум (150X45X60 см) с высокой проточностью воды (2 объема в час). Плодовитость превышает 1000 икринок. Хороший результат дает предварительная гипофизарная обработка производителей. Икра прозрачная пелагическая диаметром около 1 мм. Личинка выклевывается через 18—20 ч (при температуре воды 28 °С). Стартовый корм — коловратки и мельчайшие рачки.

## Классификация
- Род Рыбы-ласточки (Monodactylus)[1]
  - Серебряная рыба-ласточка (Monodactylus argenteus)
  - Капская рыба-ласточка (Monodactylus falciformis), или капский монодактил
  - Монодактилюс Коттелата (Monodactylus kottelati)
  - Полосатая рыба-ласточка (Monodactylus sebae)
- Род Шуеттии (Schuettea)
  - Скаляревидная шуеттия (Schuettea scalaripinnis)
  - Schuettea woodwardi

## Другие рыбы с таким названием
«Рыбой-ласточкой» также называют обитающего в Чёрном море хромиса Chromis chromis из семейства помацентровых (Pomacentridae). В морской аквариумистике это название также носят некоторые тропические помацентровые рыбы родов Chromis, Chrysiptera и некоторых других. Название дано этим рыбам за вильчатый хвост; в остальном они не похожи на монодактилов ни формой тела, ни окраской, ни образом жизни.